# Talamancalia
Talamancalia là một chi thực vật có hoa thuộc họ Asteraceae. 
Chi này có các loài sau:
- Talamancalia fosbergii
- Talamancalia putcalensis